# Långetjärnen (Töftedals socken, Dalsland, 655145-126675)
Långetjärnen är en sjö i Dals-Eds kommun i Dalsland och ingår i Enningdalsälvens huvudavrinningsområde. Långetjärn ligger i Trestickla-Boksjön Natura 2000-område.